# 拉薩姆 (密西西比州)
拉薩姆（英語：Russum）是位於美國密西西比州克萊本縣的非建制地區。

## 歷史
拉薩姆的郵局於1884年設立，其後於1955年停運。

## 地理
拉薩姆所處的海拔為高於海平面55米（即180英呎），而該地所採用的時區為UTC-6，即北美中部時區（CST）。同時該地設有夏令時間，為UTC-6調快一小時，即UTC-5（CDT）。